# A Foozle at the Tee Party
A Foozle at the Tee Party é um curta-metragem norte-americano de 1915, do gênero comédia, estrelado por Harold Lloyd.

## Elenco
- Harold Lloyd - Lonesome Luke

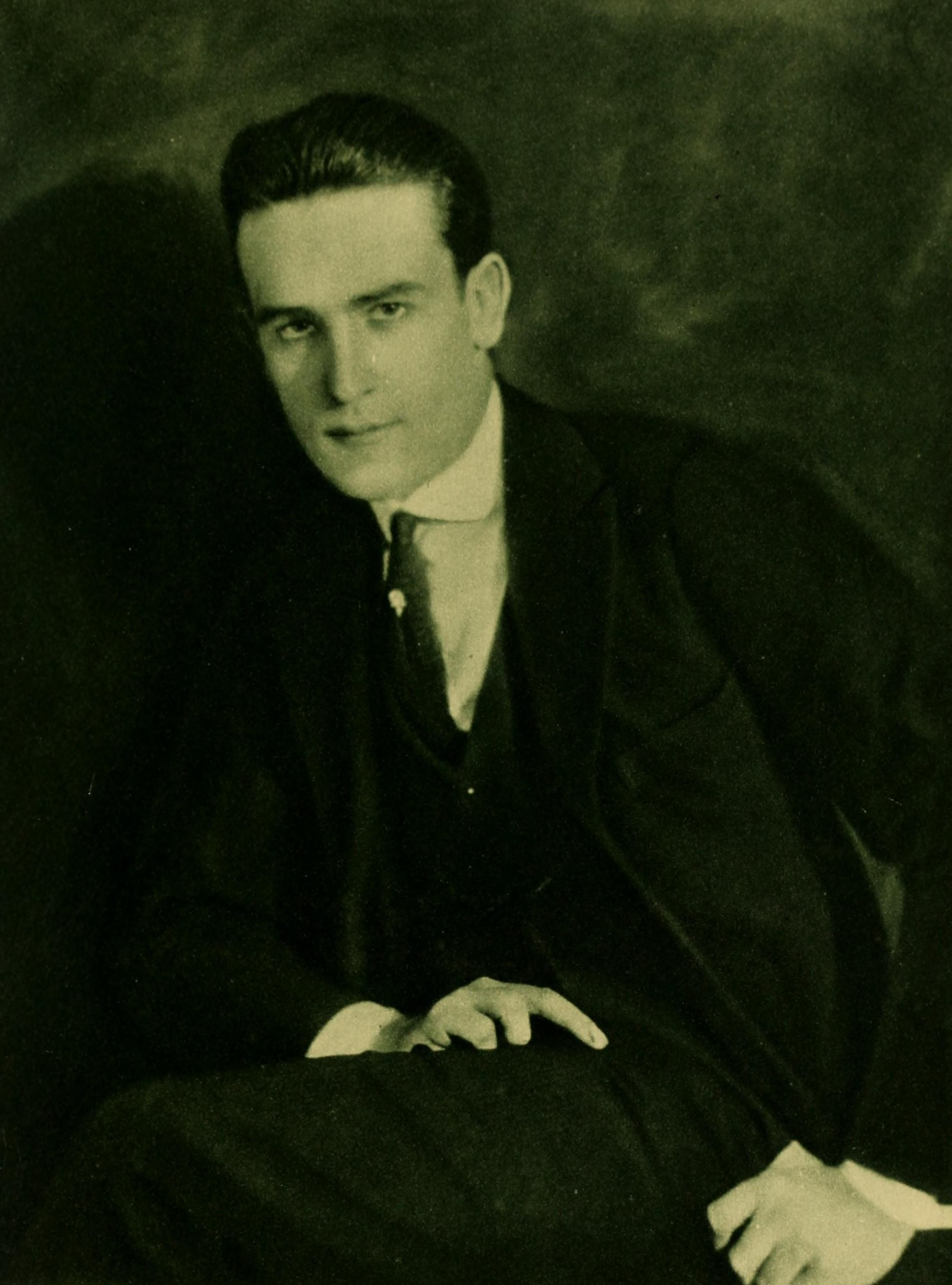
Harold Lloyd

- Snub Pollard - (como Harry Pollard)
- Earl Mohan
- Gene Marsh
- Bebe Daniels
- Arthur Harrison
- Clifford Silsby